# ميس تيموري
ميس تيموري (الاسم العلمي:Celtis timorensis) هو نوع من النباتات يتبع جنس الميس من الفصيلة القنبية.